# Famille de Pasquier de Franclieu
La famille de Pasquier de Franclieu est une famille subsistante de la noblesse française originaire d'Ile-de-France.

## Histoire
Cette famille est noble sur preuves de 1561, elle a été maintenue à Melun en 1665.
Une branche de la famille reçoit le titre de marquis par lettres patentes de 1767. Cette branche s'éteint le 18 juillet 1839.

## Personnalités
- Eugénie du Colombier (1806-1888), baronne de Franclieu, artiste peintre
- Paul de Pasquier de Franclieu (1810-1877), député (1871-1876), sénateur inamovible (1875-1877)
- Béatrice Pasquier de Franclieu (1941) devenue, par son mariage, Béatrice d’Orléans, comtesse d’Évreux, journaliste française spécialiste de la mode et auteur

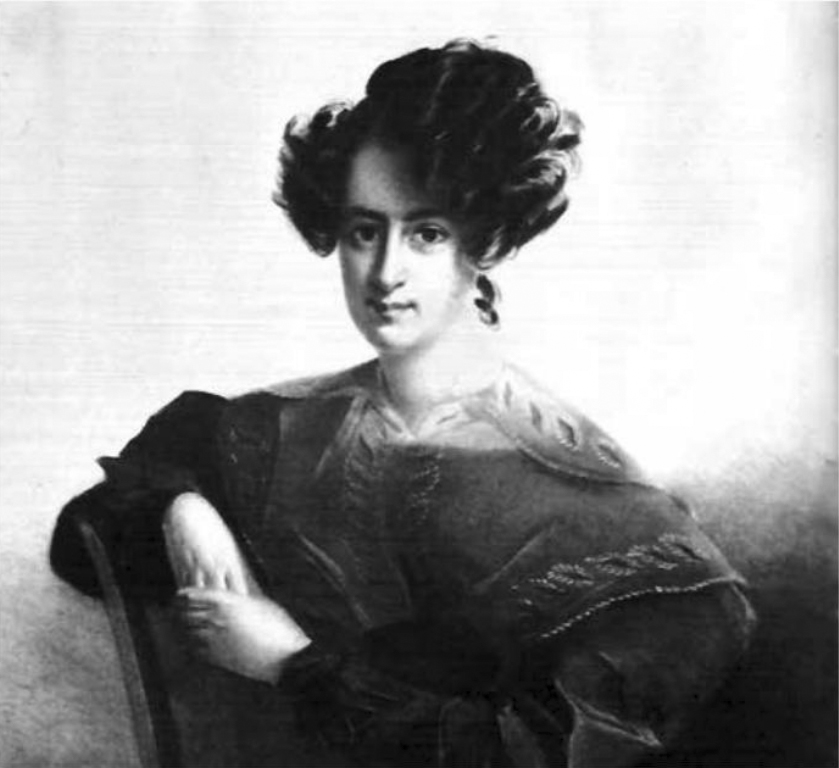
Eugénie Chosson du Colombier, épouse Pasquier de Franclieu
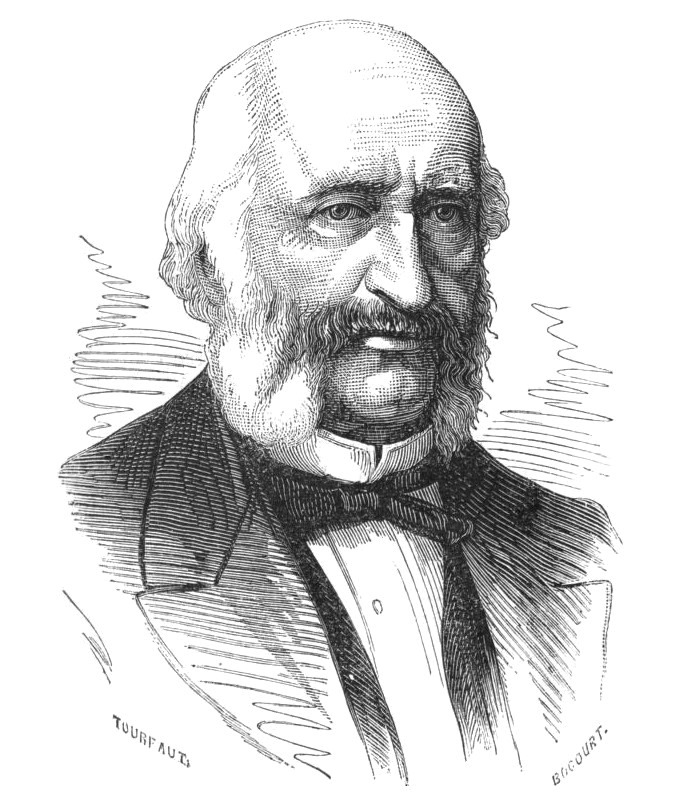
Paul de Pasquier de Franclieu (1810-1877)
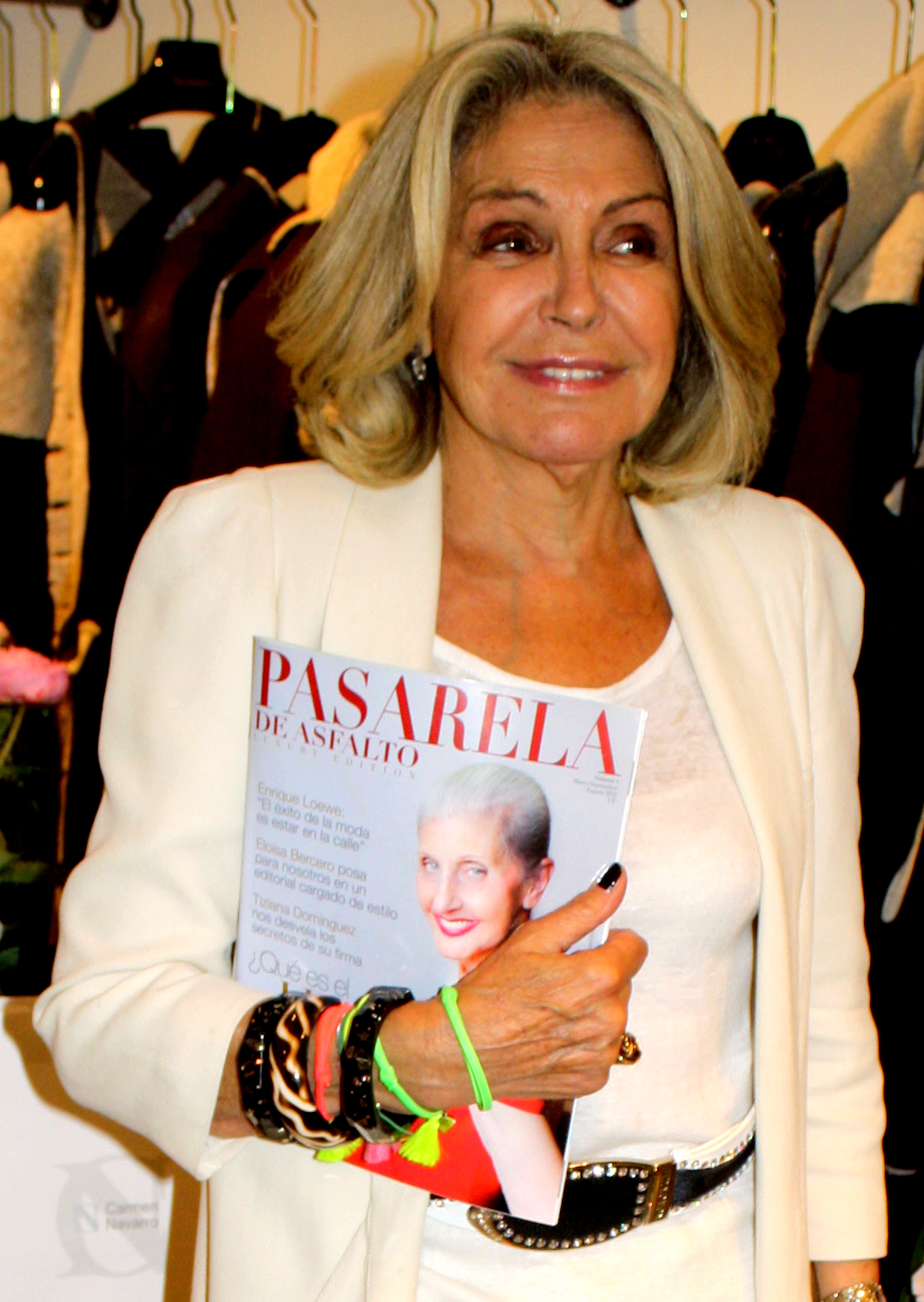
Béatrice d'Orléans, née Pasquier de Franclieu

## Alliances
Les principales alliances de la famille de Pasquier de Franclieu sont : Chosson du Colombier (1834), Veyre de Soras (1899), Tardy de Montravel (1909), de Monts de Savasse (1940), de Pradel de Lamaze (1948), de La Cropte de Chantérac (1950), d'Orléans (1967), de Roquefeuil (1978), de Ruffray.